# Egica nyugati gót király
Egica, más írásmóddal Egika (? – 702. november 15.) nyugati gót király 687-től haláláig.
Egica még nem is volt fölkenve, midőn összehívta Toledóba a tizenötödik zsinatot; de minthogy már kezdetben teljes függetlenségre törekedett, a büszke toledói érsek, Sisebert összeesküvést szőtt ellene. A dolog azonban kitudódván, a tizenhatodik zsinat az érseket megfosztotta méltóságától s számkivetésre ítélte. Eközben a zsidókról azt a hírt kezdték terjeszteni, hogy afrikai rokonaikkal titkos szövetséget ápolnak s hazaáruló terveket szőnek. Az új zsinat erre kegyetlen rendszabályokhoz folyamodott: elrendelte birtokaik elkobzását, ellenszegülés esetén száműzetésüket, rabszolgákká tette őket és gyermekeiket hétéves korukban elvétetni rendelte, hogy keresztényekké neveltessenek s keresztényekkel házasodjanak. A tizenhetedik toledói zsinatnak e kegyetlen rendszabályaival végződik a nyugati gótok hiteles története; ami azután következik, az már a mondák és ferdítések halmaza, úgyhogy nehéz belőle a valóságot kihámozni.
Egika természetes halállal hunyt el Toledóban, miután fiát utódjául elismertette.